# Enter (tecla)

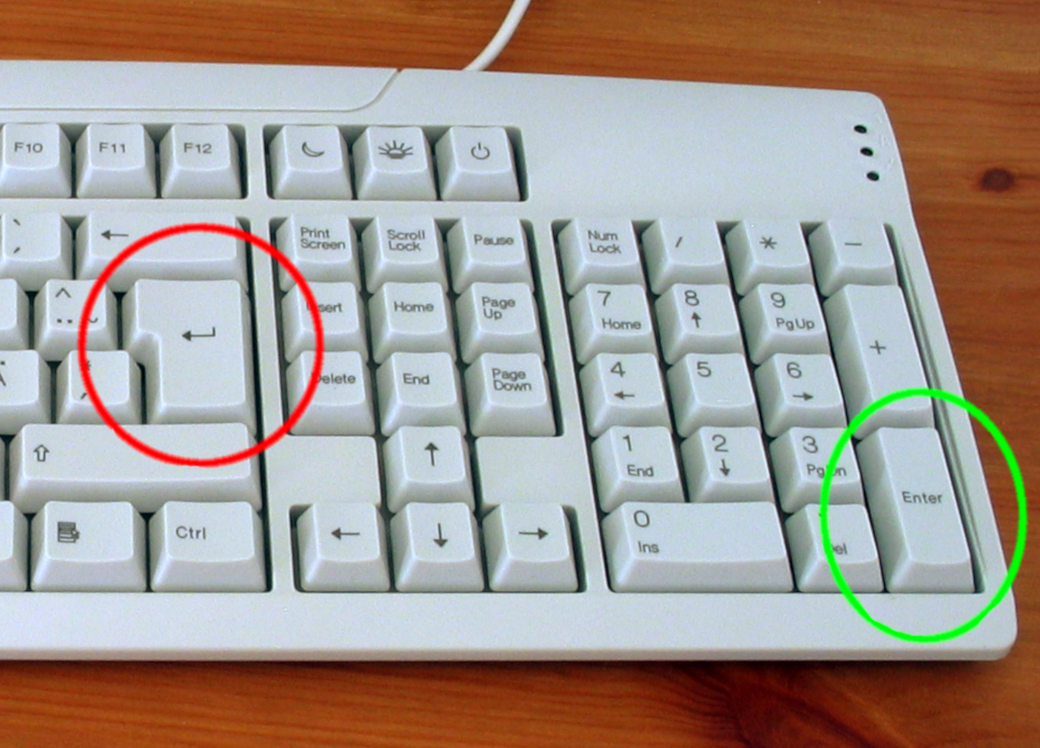
Disposição da tecla Enter no teclado.

A tecla Enter (↵) é usada para indicar ao computador que o usuário terminou uma cadeia de caracteres. Ela indica ao sistema operacional, através de uma interface de linha de comando, a execução do comando que foi digitado anteriormente. O nome return (retorno) vem do tempo das máquinas de datilografia, quando o uso de uma tecla homônima fazia com que o mecanismo de impressão passasse para a linha seguinte e voltasse à posição inicial.
Tanto os teclados do Macintosh como os teclados da IBM possuem uma outra tecla Enter no teclado. Alguns programas de computador tratam o comportamento dessa tecla de forma diferente e, na realização de determinadas operações, o sistema pode responder a uma destas funções, mas não a outra.
A maioria dos computadores portáteis possuem apenas uma tecla enter.
Em uma formatação de texto, podemos encontrar os locais onde há quebras de linha "[enter]" por meio da busca pelos sinais " ^p ". Muito útil junto à ferramenta localizar e substituir. (ex: Localizar: cordialidade e Substituir: ^p CORDIALIDADE.) Nesse exemplo, teremos as substituição da palavra em minúsculas "cordialidade" por  uma quebra de linha ([enter]) adicionada da palavra "CORDIALIDADE" toda em maiúsculas.
No pacote Microsoft Office:
- Dentro dum "documento em branco", pressionando o Enter, é adicionado uma quebra de linha (novo parágrafo). Pressionando "CTRL + Enter", criamos uma nova seção (página nova),
- Usamos o Enter em uma planilha pra finalizar a edição duma fórmula, ou "descer" para nova célula.